# Минасидис, Димитрис
Димитрис Минасидис (греч. Δημήτρης Μινασίδης; род. 29 апреля 1989 в РСФСР, СССР) — кипрский тяжелоатлет, призёр чемпионатов Европы, победитель Игр Содружества в весовой категории до 62 килограмм.

## Карьера
Димитрис Минасидис представлял Кипр на Летних Олимпийских играх 2008 года в Пекине в категории до 69 кг. Он поднял 128 кг в рывке и 155 кг в толчке, а в общей сложности - 283 кг. Этот результат позволил киприоту занять двадцатое место в итоговом протоколе.
Весной 2009 года на Чемпионате Европы, проходившем в румынском Бухаресте спортсмен поднял суммарный вес 284 килограмма и завоевал бронзовую медаль.
На Чемпионате Европы 2012 года в Анталье стал серебряным призёром в весовой категории до 62 кг, уступив только Бюньямину Сезеру из Турции, который поднял вес на 13 кг больше (288 кг против 301 кг).
В 2014 году на Играх Содружества в Глазго киприот стал чемпионом соревнований.